# Lubow Gałkina
Lubow Gałkina, ros. Любовь Галкина (ur. 15 marca 1973 w Ałapajewsku) – rosyjska strzelczyni sportowa, specjalizująca się w strzelaniu z karabinu małokalibrowego i pneumatycznego, trzykrotna medalistka olimpijska, mistrzyni świata.
W Atenach zwyciężyła w strzelaniu z trzech postaw, była także mistrzynią świata w tej konkurencji (2006). Ponadto jest m.in. dwukrotną srebrną medalistką igrzysk olimpijskich i trzykrotną mistrzynią Europy (1999, 2003, 2008).

## Starty olimpijskie (medale)
Ateny 2004
- karabin sportowy 3 postawy - złoto
- karabin pneumatyczny 10 m - srebro

Pekin 2008
- karabin pneumatyczny 10 m - srebro